# 独立广场 (锡耶纳)
独立广场（義大利語：Piazza dell'Indipendenza）位于意大利托斯卡纳地区锡耶纳市田野广场西北约两个街区，  泰尔梅街和特米尼街的交叉路口中心。
广场原名圣佩莱格里诺广场。19 世纪拆除圣佩莱格里诺教堂后，广场才正式形成，增加了由阿基米德·维斯特里设计的凉廊 (1887)，凉廊后面是中世纪的巴拉蒂宫及其高耸的锯齿状塔楼。
独立广场15 号是罗齐剧院，由亚历山德罗·多维里于 1816 年设计，并于 1874 年扩建。
1875 年，锡耶纳省委托蒂托·萨罗奇在凉廊前竖立了纪念意大利独立战争阵亡将士的纪念碑，于 1879 年落成。女人雕像代表意大利，左手拿着权杖，右手的花圈，放在一只垂死的狮子脚下，王冠散落在地上。雕像自安装以来一直存在争议，因为垂死的狮子和跌落的王冠对一个新生的国家来说不吉利。最终这座雕像被搬到圣普罗斯佩罗的一个废弃的小公园。 

### 引用
1. ↑  Comune of Siena （页面存档备份，存于）, entry on Piazza.

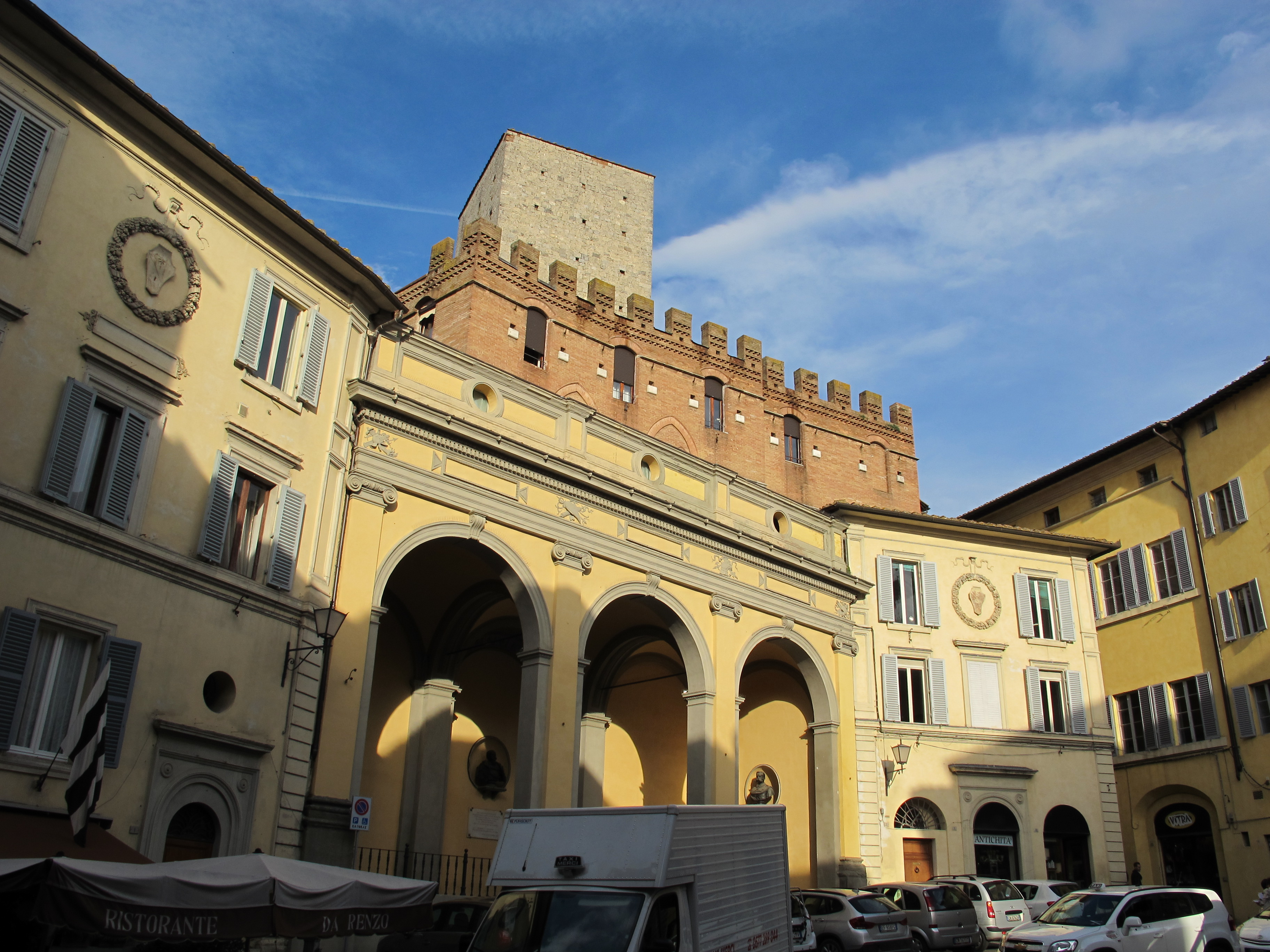

2. ↑  Il Monumento ai Caduti dell’Indipendenza di Tito Sarrocchi （页面存档备份，存于）, article 3 February 2016 in Siena News by Maura Martellucci e Roberto Cresti.